# Баварский Лес (национальный парк)

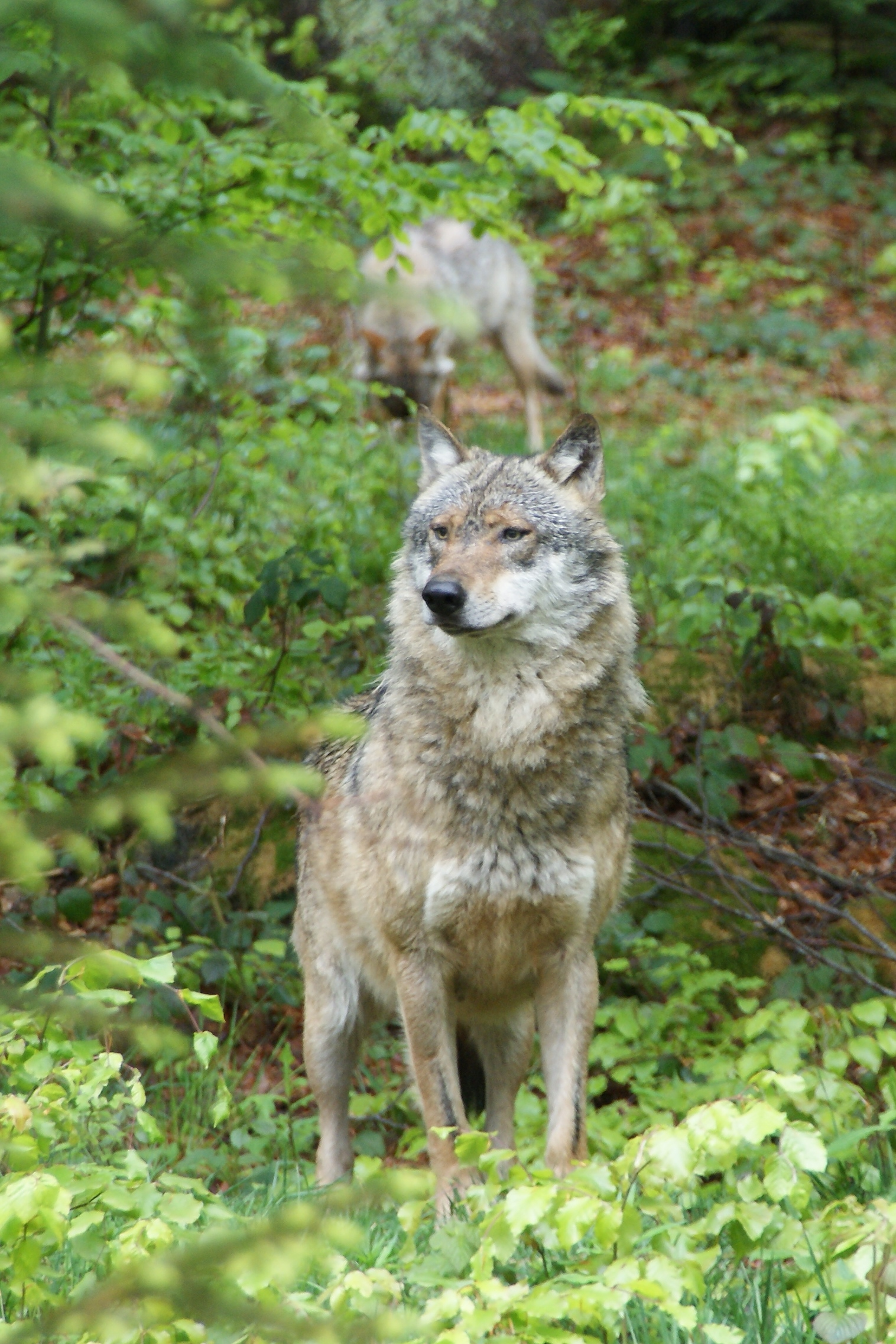
Волк

Национальный парк Баварский Лес — первый национальный парк Германии, открытый 7 октября 1970 года на территории современного района Фрайунг-Графенау и существенно расширенный 1 августа 1997 года за счёт территории района Реген, площадью 24 250 гектаров. Совместно с чешским Национальным парком Шумава он образует самое крупное связное лесное пространство на территории Центральной Европы.

## География
Большая часть национального парка лежит на высоте свыше 1000 м в окружении горных вершин. На востоке граничит с Национальным парком Шумава, основанном в 1991 году, площадь которого составляет 69 030 га.

## Фауна

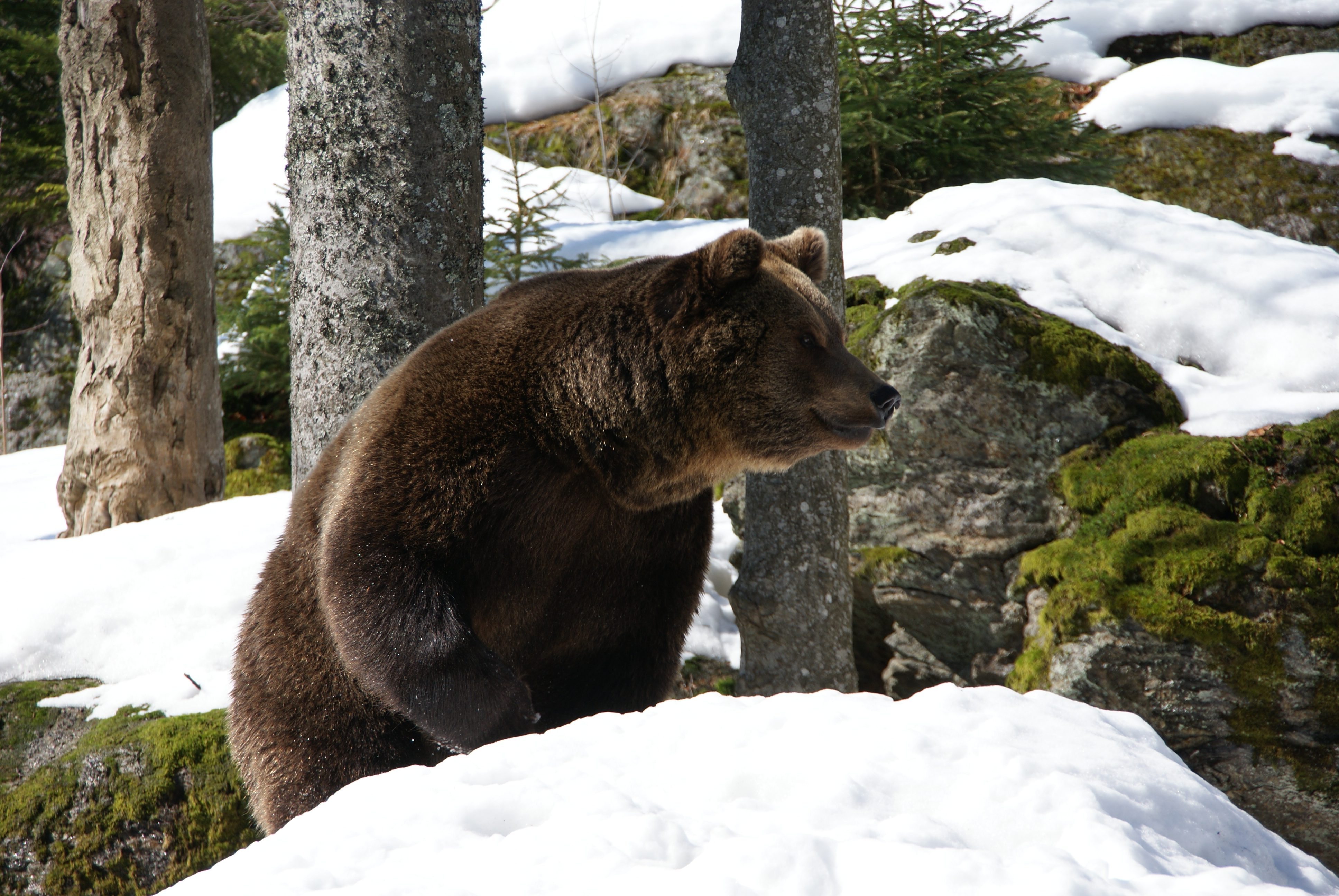
Бурый медведь

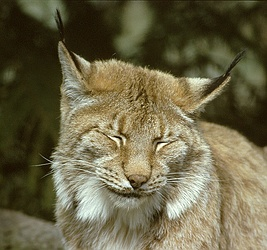
Рысь

Национальный парк сохранил уникальный животный мир, среди представителей которого встречаются виды, находящиеся под угрозой вымирания, такие как глухарь, рысь, сапсан, лесная кошка, чёрный аист, бобр, обыкновенный осоед или выдра, как и другие типичные обитатели Баварского Леса. К ним можно причислить медведя, волка, благородных оленей, которые проводят зиму за решёткой, чтобы предотвратить возможный ущерб, который они могут нанести деревьям. Можно встретить даже лосей, которые заходят со стороны водохранилища Липно в Чехии.

## Управление
Штат национального парка насчитывает ок. 200 сотрудников. Контора находится в городе Графенау.